# 萊爾鎮區 (伊利諾伊州杜佩奇縣)
萊爾鎮區（英語：Lisle Township，/ˈlaɪəl/）是位於美國伊利諾伊州杜佩奇縣的一個行政鎮區。

## 地方資料
根據2010年美國人口普查的數據，萊爾鎮區的面積為93.20平方千米，當中陸地面積為91.60平方千米，而水域面積為1.60平方千米。當地共有人口119628人，而人口密度為每平方千米1,283.56人。